# Roztoč to!
Roztoč to! je česká televizní soutěž, premiérově vysílaná v roce 2017 televizí Barrandov.

## O pořadu
Pořad byl premiérově vysílán na TV Barrandov od srpna do září 2017 a v roce 2018 reprízován na Barrandov Family. Moderátorem pořadu byl Aleš Cibulka.

### Princip soutěže
Každý díl pořadu se skládal ze dvou základních soutěžních kol a finále. V každém díle proti sobě soutěžila dvě čtyřčlenná družstva rozdělená dále ještě na dvě dvojice. Družstvo se obvykle skládalo z příslušníků jedné rodiny nebo z party přátel.
V prvním kole se proti sobě utkaly dvě dvojice z téhož týmu. Vítězný pár postoupil do finále. Obdobně i ve druhém kole se utkaly dvě dvojice ze soupeřícího družstva a opět lepší pár postoupil do finálových bojů. Ve finále se tak střetly dvě dvojice ze dvou různých družstev. Ve finále vítězný pár pak vyslal jednoho ze svých členů ke kolu štěstí. Ten jej roztočil a dle čísla, které na kole takto vylosoval, získalo jeho družstvo celkovou odměnu. 

#### Kolo štěstí
Na kole štěstí se po jeho obvodu nacházelo pětadvacet polí, která nesla buď číslici od jedné do pěti, nebo některé z klíčových slov „Bankrot“, „Stop“ či „Double“. Soutěžící kolo roztočil, a po jeho dotočení tak vylosoval jedno z polí:
- hodnoty symbolizující počet bodů (1; 2; 3; 4; 5)
- 1× pole BANKROT (daný tým ztratil doposud získaný počet bodů v daném kole, ve hře pokračoval druhý tým)
- 2× pole STOP (daný tým ztratil pořadí, ve hře pokračoval druhý tým)
- 2× pole DOUBLE (soutěžící točil kolem znovu, číslo, které padlo, se zdvojnásobilo; pole BANKROT a STOP neplatila, pokud je soutěžící vytočil, musel točit znovu)

Vylosovaným číslem se pak následně násobila četnost výskytu soutěžícím vyřčeného písmene v tajence, jíž luštil.